# خوارزمشاه
خوارزمشاه هو لقب مكون من كلمتين: خوارزم وشاه ويعني ملك خوارزم. استخدمه الحكام من سلالة الأفريغيين، سلالة المأمونيين، سلالة ألتونتاش وسلالة أنوشتكين.